# Valter Larsson
Folke Valter Larsson, född 30 december 1921 i Göteborgs Vasa församling, död 12 juli 2003 i Göteborgs S:t Pauli församling, var en svensk handbollsspelare.
Valter Larsson började spela handboll i kvarterslaget Lundapojkarna 1936 men 1938 började han spela i Redbergslids IK:s juniorlag. Den 11 februari 1940 debuterade han i Redbergslids A-lag i allsvenskan mot GoIF Fram. Han har sedan varit ordinarie i RIK. Han var med och tog SM-guld 1947 inomhus. Utomhus har det blivit fler SM-guld.
Valter Larsson spelade 24 landskamper 1947-1954 för Sverige. Han är Stor Grabb. Största meriter är VM-guld utomhus 1948 och VM-silver utomhus 1952. Landslagsdebut mot Schweiz i Basel inför en publik på nära 4000 med svensk seger 10-4. Valter Larsson gjorde sedan 15 utomhuslandskamper till 1952. Debut inomhus mot Finland i Helsingfors då Sverige  representerades av ett rent RIK lag, Svenskarna vann 17-5.

## Klubbar
- Lundapojkarna (1936–1938)
- Redbergslids IK (1938–)

## Meriter
- VM-guld 1948 i Världsmästerskapet i utomhushandboll för herrar1948
- VM-silver 1952 i Världsmästerskapet i utomhushandboll för herrar 1952
- SM-guld 1947 inomhus med Redbergslid